# コーヒーカップ (遊具)

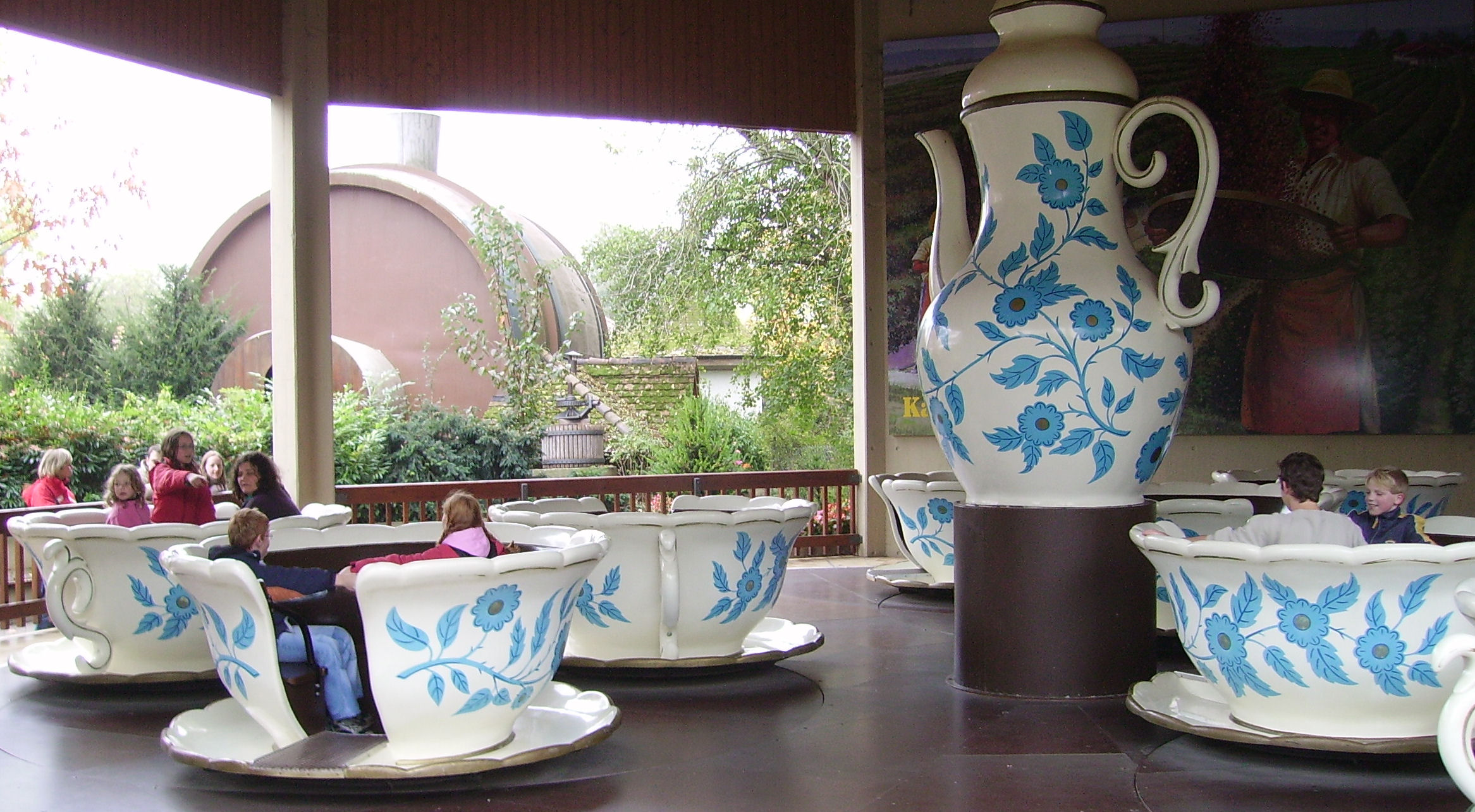
トリップスドリル（ドイツ）のコーヒーカップ

コーヒーカップ (英: Coffee Cup) は、遊園地の遊具の一つ。ティーカップ（Tea Cup）と呼ぶ遊園地も多い。英語圏の国では原則ティーカップと呼ぶ。1955年にディズニーが最初に始めた。

## 概要
大人も子どもも楽しめる遊園地の定番の遊具である。食器のコーヒーカップやティーカップをモチーフとした乗り物で、通常カップ1つにつき3 - 4人程度が乗ることができる。
スタートすると、カップが設置されている床面そのものが回転する（カップがメリーゴーラウンドのように動く）と同時に、個々のカップも回転する。また中央にあるハンドルを回すことで、乗っているカップの回転速度を増すこともできる。原理的には遊星歯車機構を利用した遊具である。
見た目の可愛らしさとは裏腹に、身体への負担は大きい。三半規管の弱い人間の場合、回転性めまいによって吐き気を催す場合などもある。

## 一覧
- 東京ディズニーランド（千葉県）『アリスのティーパーティー』
- 東京ディズニーシー（千葉県）『ワールプール』 - ハンドルを回すのではなく、体重バランスによって回転が変化する。
- ユニバーサル・スタジオ・ジャパン（大阪府）『ハローキティのカップケーキ・ドリーム』
- レゴランド・ジャパン（愛知県）『イマジネーション・セレブレーション』 - アイスの「ピノ」をモチーフにしている。
- 那須ハイランドパーク（栃木県）
- 東京ドームシティアトラクションズ（東京都）『ピクシーカップ』
- 東京サマーランド（東京都）
- 東武動物公園（埼玉県）
- 横浜・八景島シーパラダイス（神奈川県）『ドランケン・バレル』 - 乗り物が樽の形をしており、床面も傾く。
- さがみ湖リゾート プレジャーフォレスト（神奈川県）『パディントン ベア ティーパーティー』
- 富士急ハイランド（山梨県）
- 浜名湖パルパル（静岡県）
- ナガシマスパーランド（三重県）
- パルケエスパーニャ（三重県）『トマティーナ』 - 遊具が8の字を描いて回転する。
- 近鉄あやめ池遊園地（奈良県）（2004年6月6日をもって閉園）
- ひらかたパーク(大阪府)
- ディズニーランド、マジック・キングダム（アメリカ） - 『マッド・ティーパーティー』
- ディズニーランド・パーク（フランス）、香港ディズニーランド（中国） - 『マッドハッター・ティーカップ』
- 上海ディズニーランド（中国）- 『ハニーポット・スピン』

## コーヒーカップを題材とした作品

### 音楽
- 伊藤康英作曲 組曲「遊園地の一日」より「コーヒーカップのロンド」
- yes, mama ok?「コーヒーカップでランデヴーって最高よ」作詞・作曲：金剛地武志